# Карло Емануеле Фереро Ла Мармора
Карло Емануеле Фереро Ла Мàрмора (на италиански: Carlo Emanuele Ferreo La Marmora/della Marmora; * 29 март 1788, Торино, Сардинско кралство; † 21 февруари 1855, пак там) е италиански военен и политик, сенатор на Сардинското кралство (17 октомври 1848 – 21 февруари 1854), принц на Масерано (1836 – 1855), маркиз Фереро дела Мармора.
Той е брат на други важни генерали от Сардинското кралство и след това от Кралство Италия: Алберто, генерал, натуралист, картограф, археолог и политик, граф и господар на Бориана, Беатино и Пралормо, сенатор на Кралство Италия (1848 – 1863), Алесандро, реформатор на савойската армия, основател на Берсалиерите и генерал в Кримската война, и Алфонсо, главнокомандващ в Кримската война, втората и третата война за италианска независимост и по-късно премиер. 
Изобразен е заедно с майка си и 11 от своите 15 братя и сестри на картината на Пиетро Айрес „Семейство Ла Мармора“ от 1828 г. – една от най-известните картини на Реставрацията в Пиемонт.

## Произход
Произхожда от благородническото семейство Фереро дела Мармора. Той е първороден син на маркиз Челестино Фереро дела Мармора (* 1754, † 1805), съгосподар на Бориана, Беатино и Пралормо, капитан на полка на Ивреа, и на съпругата му графиня Рафаела Арджентерио ди Берзецио (* 1770, † 1828). Негови дядо и баба по бащина линия са Иняцио Фереро дела Мармора и Кристина Сан Мартино д'Алие е ди Сан Джермано, а по майчина – Никола Амедео Арджентеро, маркиз на Берзецио, и Луиза Морозо, сестра на кардинал епископа на Новара. Има 15 братя и сестри:
- Мария Кристина (* 1787, † 1851), съпруга на Енрико Сесел д'Екс
- Полисена (*/† 1789)
- Алберто (* 1789, † 1863), генерал-лейтенант-сенатор на Кралството, геолог и учен - член на Академията на науките в Торино и на Геоложките дружества на Франция, Берлин и Лондон, неженен
- Мария Елизабета (* 1790, † 1871), съпруга на Маурицио Масел ди Казерана
- Киара (* 1791, † 1816)
- Енрикета (* 1793, † 1847), неомъжена
- Микеле (*/† 1794)
- Барбара (* 1795, † 1832), съпруга на Константино Барбавара ди Гравелона
- Джузепа (*/† 1797)
- Алесандро (* 1799, † 1855), основател на Берсалиерите, генерал-лейтенант и началник-щаб, кавалер на Малтийския орден, съпруг на Роза Рокаталята
- Едоардо (* 1800, † 1875), военен, камерхер на крал Карл Алберт, неженен
- Фердинандо (* 1802, † 1874), военен, неженен
- Паоло Емилио (* 1803, † 1830), военен, неженен
- Алфонсо (* 1804, † 1878), основател на корпуса на конната батарея „Волоар“, армейски генерал, командир на сардинската армия в Крим, първи лейтенант на краля в Рим през 1870 г., два пъти министър-председател и пет пъти военен министър, рицар на Върховния орден на Пресветото Благовещение, съпруг на англичанката Джована Бърти Матю
- Отавио (* 1806, † 1868), генерален интендант, неженен

## Биография
Започва военната си кариера на 16 години, присъединявайки се към почетната гвардия, придружаваща Наполеон при идването му в Торино. На 14 август 1806 г. получава чин „младши лейтенант“ в 260-ти кавалерийски полк на Френската армия. През 1807 г. участва във военните действия в Прусия, а през 1808 и 1810 г. – в Испания. На 12 септември 1810 г. в Ескалона е сериозно ранен в коляното, в резултат на което накуцва до края на живота си, но това не му пречи да продължи военната си кариера. На 14 септември 1812 г. получава чин „подпоручик“. На 4 юли 1813 г. получава чин „капитан“ в 21-ви конен полк. Участва в боевете в Саксония, но през септември подава оставка поради болка от стара рана.
След падането на Наполеон постъпва в пиемонтската армия като лейтенант при кралските драгуни (9 август 1814 г.). На 31 януари 1816 г. като военен му е връчен Военният орден на Савоя. През септември 1817 г. е повишен в капитан. На 28 септември 1819 г. става главен командир на провинциалната милиция на Биела.
На 31 януари 1821 г. е повишен в капитан на кавалерията и е назначен в щаба на армията на принц Карл Алберт Савойски-Каринян, с когото стават близки приятели. През 1824 г. е назначен за първи оръженосец на принца, а на 18 февруари 1831 г. получава чин „майор от кавалерията“.
С възкачването на Карл Алберт на престола на 27 април 1831 г. кариерното израстване на Ла Мармора е много по-бързо. На 28 април 1831 г. той става негов камерхер, като остава и негов първи оръженосец. На 3 ноември 1831 г. получава чин „подполковник от кавалерията“, командващ личната гвардия на краля. През ноември 1834 г. получава чин „полковник“, през януари 1839 г. – „генерал-майор“ (но получава заплащане за това едва през януари 1845 г.). 
Участва в Първата война за независимост на Италия (Австро-италианска война) като генерал-майор. Близо е до суверена и го следва по време на всички фази на кампанията. Когато тя е към края си, той участва в последната съпротива, оказана от армията на Пиемонт срещу австрийците в Милано и присъства на епизода в Палацо „Грепи“, когато Карл Алберт и основните му сътрудници са обсадени от миланците при разпространяването на новината за предстоящото примирие.
От 1836 г. му е призната титлата „принц на Масерано“, бивш на Фереро-Фиески.
На 14 октомври 1848 г. е назначен за сенатор. На 3 март 1849 г. е повишен в генерал-лейтенант и е назначен за първи адютант на краля, като в тази си роля участва в кампанията срещу Австрия през 1849 г. След поражението в битката при Новара (1849) крал Карл Алберт заминава в изгнание и Ла Мармора получава задачата от правителството да отиде при суверена, който пътува към Порто, за да го накара да подпише официалния акт за абдикация. Ла Мармора оставя подробен дневник на тази мисия, извършена заедно с граф Густаво Понца ди Сан Мартино, в който подробно описва всички етапи от пътуването от Торино до Тулуза, където застига до Карл Алберт, който на 3 април 1849 г. подписва официалния акт за абдикация. Връща се в Торино на 24 април. 
През 1849 г. е назначен за първи адютант на новия крал и след смъртта на Карл Алберт между август и октомври 1849 г. отива в Порто, като член на правителствена делегация, за да проследи и изпълни всички формалности, необходими за транспортирането на тялото му до Торино.
На 26 февруари 1850 г. е номиниран за кавалер на Ордена на Св. св. Маврикий и Лазар. На 13 май е удостоен с ордена на Почетния легион, а на 23 март 1853 г. е обявен за кавалер на ордена на Възнесение Богородично.
През последните години от живота си участва активно в работата на Сената. През 1850 г., по време на обсъждането на закона Сикарди за премахването на осъждането на църковните лице единствено от църковен съд, той застава на страната на противниците на този проект. Във връзка с това подава оставка, която по-късно е отхвърлена от правителството, като първи помощник на краля, тъй като преценява, че тази позиция е в контраст с посоката на опозиция срещу правителството, която той е поел по отношение на закона „Сикарди“. През април 1950 г. отпечатва меморандум в отговор на брошура, озаглавена In proposito del foro ecclesiastico, studi fatti e da facendo („По темата за църковния форум, направени и предстоящи проучвания“).
През последните години от живота си е активен в Сената на кралството. Умира на 21 февруари 1854 г. на 65-годишна възраст. Погребан в семейната гробница в базиликата „Сан Себастиано“ в Биела.

## Брак и потомство
∞ 1820 за Мариана Арборио Гатинара Сартирана е Бреме (* 8 ноември 1799, † 1870, Торино), дъщеря на Филипо Арборио ди Гатинара Сартирана е Бреме и Мариана д'Айо дез Ей, от която има пет сина и три дъщери:
- Челестино Фереро Ла Мармора (*/† 1822)
- Албертина Фереро Ла Мармора (* 8 февруари 1823, Новара; † 1890), ∞ 1843 за Джузепе д'Аркур, от когото има 3 сина и 1 дъщеря;
- Томазо Фереро Ла Мармора (* 20 януари 1826, Торино; † 21 ноември 1900, пак там), маркиз Фереро дела Мармора и принц на Масерано, военен, капитан от кавалерията, депутат; ∞ 1. 1860 за Паолина Коярди ди Баняско, от която има 1 син 2. 7 март 1871 за племенницата си Мария Луиза д'Аркур, дъщеря на сестра му Албертина, от която има 2 сина и 1 дъщеря;
- Виторио Фереро Ла Мармора (* 1828, † 1859), военен, участва в Кримската война, бездетен
- Гуидо Фереро Ла Мармора (* 1830, † 1862), бездетен
- Емилия Фереро Ла Мармора (* 1832, † 1874), бездетен
- Филипо Фереро Ла Мармора (*/† 1834)
- Филипина Фереро Ла Мармора  (* 1837, † 1900), бездетна